# Valeri Dvoïnikov
Valeri Dvoïnikov né le 4 mai 1950 à Oziorsk (Russie), est un ancien judoka soviétique.
Il a fait partie de la fameuse « Troïka soviétique » du milieu des années 1970 (Nevzorov, Novikov, Dvoinikov) qui a été la première à défier les plus grands noms du judo japonais. Élève de l'école des frères Moussatov, il fut champion d'Europe, vice-champion du monde et des Jeux olympiques de 1976 à Montréal, où il a atteint la finale dans la catégorie de -80 kg avec seulement 72,5 kg de poids de corps, en battant tous ses adversaires par ippon. Un des meilleurs spécialistes du Kata Guruma au Monde, il a également inventé plusieurs prises de Ne Waza dont "la roulette de Dvoïnikov" ou la prise du "bulldog". Il est aussi le cofondateur en 2016 avec son fils, politologue et poète Valery Dvoinikov, de la Fondation internationale Pierre le Grand, œuvrant pour le rapprochement culturel et politique entre l'Europe et la Russie.

## Palmarès

### Jeux olympiques
- Jeux olympiques de 1976 à Montréal (Canada) :
  - Médaille d'argent dans la catégorie de -80 kg.

### Championnats du Monde
- Championnats du Monde de 1975 à Vienne (Autriche) :
  - Médaille d'argent dans la catégorie de -70 kg.
- Championnats du Monde universitaires de 1974 à Bruxelles (Belgique) :
  - Médaille d'or dans la catégorie de -70 kg.

### Championnats d'Europe
- Championnats d'Europe de 1976 à Kiev (URSS) :
  - Médaille d'or dans la catégorie de -70 kg.
- Championnats d'Europe de 1974 à Londres (Angleterre) :
  - Médaille d'argent dans la catégorie de -70 kg.
- Championnats d'Europe de 1975 à Lyon (France) :
  - Médaille d'argent dans la catégorie de -70 kg.
- Championnats d'Europe de 1971 à Göteborg (Suède) :
  - Médaille de bronze dans la catégorie de -70 kg.

### Divers
- Par équipes :
  - 2 titres de champion d'Europe par équipes en 1974 et 1975.
- Tournois :
  - Tournoi de Paris (France) :
    - Vainqueur en 1976 et finaliste en 1972

  - Tournoi de Tbilissi (URSS) :
    - Triple vainqueur du tournoi (1970,1972 et 1974)

Sélectionné plus de 10 ans dans l'équipe nationale d'URSS.
Président de la Fédération Belge d'Unifight, Fédération Européenne d'Unifight.
Isao Inokuma, le premier champion olympique de la catégorie reine du judo en 1964, celle des poids lourds, disait que "Parmi les judokas étrangers, ceux qui possèdent un shin-gi-tai particulièrement élevé (la combinaison entre l'esprit, la capacité et la puissance) sont: le soviétique Nevzorov, vainqueur des Jeux olympiques de Montréal dans la catégorie mi-moyens, le soviétique Dvoinikov, finaliste aux mêmes Jeux olympiques dans la catégorie de poids moyens et Lorentz de l'Allemagne de l'Est, qui a remporté dans la catégorie de 95kg la Coupe de Jigaro Kano au Tournoi International de judo qui a eu lieu à Tokyo en 1978."